# Анна Ивановна
Вижте пояснителната страница за други личности с името Анна.
Анна Ивановна (на руски: Анна Ивановна) е херцогиня на Курландия (1711 – 1730) и императрица на Русия (1730 – 1740). Най-влиятелна фигура в нейния двор е херцог Ернст Йохан Бирон. При управлението на императрица Анна Русия участва във Войната за полското наследство и Руско-турската война от 1735 – 1739.

## Произход и херцогиня на Курландия
Анна Ивановна е дъщеря на цар Иван V и племенница на император Петър I Велики. През ноември 1710 чичо ѝ я жени за Фридрих Вилхелм Кетлер (1692 – 1711), херцог на Курландия, но след отпътуването на двамата от Санкт Петербург през януари 1711 херцогът умира. Анна пристига сама в Курландия и управлява страната с помощта на своя съветник Петър Бестужев. След смъртта на съпруга си тя не се жени, но се смята, че дълго време неин любовник е Ернст Йохан Бирон.

## Императрица на Русия
След смъртта на руския император Петър II през 1730, Върховният таен съвет, начело с княз Дмитрий Голицин, поставя Анна Ивановна на трона. В замяна тя подписва т.нар. кондиции – ограничения на властта ѝ в полза на Съвета. Въпреки това, малко по-късно, с подкрепата на гвардията и дворянството, тя отменя кондициите и разпуска Върховния таен съвет, като членовете му са екзекутирани или изпратени на заточение. Възстановена е тайната полиция, която смазва всички опити за противопоставяне на режима. Императрицата изпитва недоверие към руската аристокрация и на ръководни позиции са издигнати много хора с германски произход. Сред тях са Ернст Йохан Бирон, външният министър Андрей Остерман, военният министър Бурхард Мюних.
Външната политика на Русия при управлението на Анна Ивановна се определя от съюза с Карл VI, ерцхерцог на Австрия и император на Свещената Римска империя. Двете страни постигат успех във Войната за полското наследство (1733 – 1738). Те успяват да изместят от трона на Жечпосполита Станислав Лешчински, подкрепян от Франция, Испания и голяма част от поляците, като поставят на негово място Август III, което засилва руското влияние в Полша.
Отново в съюз с Австрия, през 1736 Русия започва война срещу Османската империя. След като първоначално успява да окупира Крим, Русия губи повечето от завладените територии, а след сепаративния мир между Карл VI и османците е принудена да прекрати войната. Към Русия е присъединен град Азов, при условие, че укрепленията му бъдат разрушени.
Малко преди смъртта си Анна Ивановна посочва за свой наследник Иван VI, внук на нейната сестра Екатерина Ивановна, който по това време е на няколко месеца. Императрица Анна умира през 1740.